# Karl Max von Lichnowsky
Pour les articles homonymes, voir Lichnowsky.
Karl Max, Fürst (prince) von Lichnowsky (né en 1860 à Krzyżanowice - mort en 1928 à Chuchelná) est un diplomate allemand, issu d'une riche famille originaire de Bohême et de Silésie (de), de religion catholique par son père Karl von Lichnowsky (de), relié aux plus grandes familles françaises par sa mère, Marie, princesse de Croÿ. Il est ainsi le cousin de l'ambassadeur de Russie à Londres en même temps que lui, Alexandre von Benckendorff, dont la mère est née princesse Louise de Croÿ. Il descend, entre autres, de Jean-Baptiste Colbert par son ancêtre Jean-Baptiste Victor de Rochechouart, 8e duc de Mortemart (voir l'ancêtre 52 dans l'Ascendance ci-bas) qui est le petit-fils de Marie-Anne Colbert, fille du ministre Colbert, et il descend également de François Michel Le Tellier, marquis de Louvois par son ancêtre Angélique-Adélaïde d’Harcourt (voir l'ancêtre 49 dans l'Ascendance ci-bas), fille de Marie-Madeleine Le Tellier de Barbezieux, une petite-fille de Louvois.

## Un esprit indépendant
Il reçoit une formation militaire, mais passe rapidement au service diplomatique. Selon le journaliste américain Henry F. Young, dans un article du New York Times d'avril 1918, Lichnowsky "n'était pas un prussien, ni même un allemand, mais un slave"  : cette origine cosmopolite lui donne une grand indépendance d'esprit, pas toujours bien vue. D'abord en poste à Vienne (1902-1904), il est mis à la retraite pour avoir fait preuve de trop d'indépendance vis-à-vis de son ministre de tutelle.
De 1912 à 1914, Lichnowsky est ambassadeur d'Allemagne au Royaume-Uni.

## Lucide durant la crise d'août 1914
À ce poste, il fit preuve d'une étonnante lucidité au moment de la crise de juillet 1914 : en effet, il mit en garde tout de suite le Chancelier, puis le Kaiser contre une intervention anglaise aux côtés de la France et la Russie. Le 25 juillet, il supplia littéralement Guillaume II d'accepter la médiation proposée par Edward Grey, Secrétaire d'État au Foreign Office. Le 27 juillet, il prophétisa que le Reich ne pouvait pas gagner la guerre qui venait et le 29 que « si la guerre éclatait, cela serait la plus grande catastrophe que le monde aura connu ». 
Dans ses mémoires, intitulés  Ma mission à Londres 1912 - 1914, il regrette l'alliance entre l'Allemagne et l'Autriche parce qu'elle a entraîné le Reich dans une guerre des Balkans. Il relate la responsabilité de l'Allemagne dans le déclenchement de la guerre ce qui fera l'objet d'une violente polémique : il sera expulsé de la Chambre des Seigneurs de Prusse en 1917. Il y écrit notamment : « Un seul geste de Berlin aurait suffi à décider Berchtold (le ministre des affaires étrangères austro-hongrois) de se contenter d'un succès diplomatique en se déclarant satisfait de la réponse serbe. » En effet, si l'Allemagne avait mis son veto, jamais l'Autriche n'aurait déclaré la guerre à la Serbie. Il prévoit en plus que le monde à venir sera dominé par les Anglo-Saxons, les Russes et les Japonais. Cette prévision devait largement se réaliser.
La publication de ces mémoires lui valut un ostracisme politique et servira d'arguments, repris par les Alliés, pour faire porter au Reich la responsabilité de la guerre, au moment de la signature du Traité de Versailles.
Beau joueur, le gouvernement britannique, conscient des efforts personnels mis en œuvre par Lichnowsky pour empêcher la guerre, lui fera rendre les honneurs militaires au moment de son retour en Allemagne, le 4 août 1914.

## Œuvres
- Die Denkschrift des Fürsten Lichnowsky. Meine Londoner Mission 1912 - 1914. Hg. v. einer Gruppe von Friedensfreunden. Berlin 1918
- Auf dem Wege zum Abgrund. Londoner Berichte, Erinnerungen und sonstige Schriften. Dresden 1927.